# Coordination régionale de lutte contre le virus de l'immunodéficience humaine
En France, les COREVIH (COordination REgionale de lutte contre le Virus de l’Immunodéficience Humaine) sont des instances de coordination de lutte contre le sida, globalement à l'échelle des régions.
Après plusieurs années de préparation, les COREVIH sont officiellement installés fin 2007. Ce qui les différencie des CISIH (Centre Hospitalier d’Information et de Soins de l’Immunodéficience Humaine) réside dans l'association de ses membres : des acteurs de la recherche et des soins, de la prévention et du dépistage, qu'ils travaillent au sein des hôpitaux ou à l'extérieur, des membres d'associations de malades et d'usagers du système de santé qui représentent au moins 20 % des membres.
23 COREVIH maillent la France métropolitaine, et 4 existent dans les départements d'Outre-Mer (Mayotte et La Réunion partagent la même structure). 

## Législation
Le décret relatif à la création des COREVIH date du 15 novembre 2005. Les arrêtés d’implantation et de composition datent du 4 octobre 2006. Au fil des années, d'autres circulaires et arrêtés sont publiés pour préciser le fonctionnement de ces instances.
Le 3 juillet 2024 parait un décret qui annonce la création de CoReSS, des comités de coordination régionale de la santé sexuelle qui s'inscrivent dans la prolongation des COREVIH. Les dispositions du décret entreront en vigueur le 15 mars 2025.

## Composition
Les COREVIH sont composés de quatre collèges :
1. Les représentants des établissements de santé, sociaux ou médico-sociaux
2. Les représentants des professionnels de santé et de l'action sociale
3. Les représentants des malades et usagers du système de santé
4. Les personnalités qualifiées en raison de leur compétence ou de leur rôle particulier dans la lutte contre le VIH

Pour pouvoir avoir des représentants de malades et d'usagers du système de santé au sein du 3e collège des COREVIH, les associations ont dû obtenir un agrément national ou régional. Ce préalable a été à l'origine de difficultés. Aussi, les arrêtés préfectoraux qui devaient paraître en mars 2007 ont été reportés à novembre 2007 pour laisser le temps aux associations de s'organiser. Les associations qui avaient moins de trois années d'existence ou celles qui n'avaient pas encore réussi à diversifier leurs sources de financement ont été d'emblée exclues[réf. nécessaire].

## Missions
Les trois missions principales des COREVIH reprennent les recommandations du groupe d'experts réuni autour du Professeur Patrick Yéni en 2006 :
- Favoriser la coordination des professionnels du soin, de l'expertise clinique, paraclinique et thérapeutique, du dépistage, de la prévention et de l'éducation pour la santé, de la recherche clinique et épidémiologique, des actions de coopération internationale, de la formation et de l'information, de l'action sociale et médico-sociale, ainsi que des associations de malades ou d'usagers du système de santé ;
- Participer à l'amélioration continue de la qualité et de la sécurité de la prise en charge des patients, à l'évaluation et à l'harmonisation des pratiques ;
- Procéder à l'analyse des données médico-épidémiologiques relatives aux patients infectés par le VIH suivis. L'évolution de la base de données DMI2 est en cours vers une nouvelle version DMI3 ou Domevih qui doit permettre aux COREVIH de participer à l'analyse des données médico-épidémiologiques sur leur territoire et prévoit un recueil régional de données. Chaque COREVIH devra faire l'analyse des données épidémiologiques de son territoire[7].